# Osebna prtljaga
Osebna prtljaga je slovenski dramski film iz leta 2009 v režiji Janeza Lapajneta po scenariju Lapajneta in Nejca Gazvode. Zgodba se vrti okoli Vida s starši in prijatelji, ki so soočeni z neizprosnimi in pogubnimi problemi. Na Festivalu slovenskega filma leta 2009 je bil film nagrajen za masko (Anja Godina) in s posebnim priznanjem (Špela Rozin) ter nominacijo za vesno. Leta 2010 je bil film nominiran za najboljši evropski film na festivalu Viareggio EuropaCinema.

## Igralci
- Nataša Barbara Gračner kot Mojca
- Branko Završan kot Samo
- Tjaša Železnik kot Živa
- Boris Cavazza kot Ignac
- Grega Zorc kot Vinko
- Špela Rozin kot Lidija
- Klemen Slakonja kot Vid
- Nina Rakovec kot Nina
- Jure Henigman kot Grega
- Neža Drobnič kot Zala
- Lidija Sušnik kot Karin
- Peter Teichmeister kot Tomaž
- Primož Ekart kot Pavle
- Uroš Fürst kot Jonatan
- Bojan Ilijanič kot Rok
- Mateja Koležnik kot Damijana
- Vito Taufer kot Marjan
- Matevž Kruh kot Blaž
- Ambrož Čopi
- Petra Kerčmar
- Matjaž Tanko
- Nejc Gazvoda
- Jure Longyka (glas)